# Truyền thông Quang Tuyến
Quang Tuyến (tiếng Anh: Beijing Enlight Media) là một tập đoàn giải trí truyền thông tư nhân của Trung Quốc, được thành lập bởi Vương Trường Điền vào năm 1998. Mức vốn hóa thị trường được báo cáo là 5,98 tỷ đô la Mỹ vào tháng 4 năm 2015. Công ty hoàn thành chuyển đổi và cổ phần vào ngày 24 tháng 4 năm 2000. Hiện tại Quang Tuyến đã trở thành tập đoàn giải trí truyền thông tư nhân lớn nhất ở Trung Quốc sau 24 năm phát triển.
Lĩnh vực kinh doanh chính bao gồm sản xuất và phân phối các chương trình truyền hình, đầu tư phim, sản xuất, tuyên truyền, đầu tư phim truyền hình, phân phối, môi giới nghệ sĩ,...
Chương trình thông tin giải trí hàng ngày "China Entertainment Report", "Bảng xếp hạng âm nhạc" đã được phát sóng liên tục trong hơn 10 năm. Trong năm 2012 và 2013, Hệ sinh thái thuộc về Truyền thông Quang Tuyến đầu tư sản xuất và phát hành 20 bộ phim, tổng doanh thu hơn 4 tỷ. Năm 2016, bộ phim "Mỹ Nhân Ngư" do Châu Tinh Trì làm đạo diễn đã giúp Quang Tuyến thu về hơn 3 tỷ nhân dân tệ.
Năm 2015, Quang Tuyến thành lập Horgos Coloroom Pictures co., ltd., đồng thời lần lượt phát hành các bộ phim hoạt hình như "Tây du ký: Đại thánh trở về", "Đại ngư hải đường", "Na Tra chi ma đồng giáng thế", "Khương Tử Nha". Trong đó, "Na tra chi ma đồng giáng thế" đã đạt doanh thu hơn 5 tỷ nhân dân tệ, tạo nên kỳ tích phòng vé của các bộ phim hoạt hình do Trung Quốc sản xuất.
Năm 2023, tổng thị phần của họ vượt quá 50% tại phòng vé phim hoạt hình Trung Quốc . Năm 2025, bộ phim hoạt hình của họ, Na Tra 2 , đã trở thành bộ phim hoạt hình có doanh thu cao nhất mọi thời đại - cũng như là bộ phim không phải tiếng Anh có doanh thu cao nhất .

## Lịch sử hình thành
5 tháng 10 năm 1998, Trung tâm hoạch đich và nghiên cứu truyền hình Quang Tuyến Bắc Kinh (tiền thân của Truyền Thông Quang Tuyến) được thành lập. 24 tháng 4 năm 2000 công ty đổi tên như hiện tại. 21 tháng 2 năm 2000 nộp đơn xin đăng ký thương hiệu Quang Tuyến TV e-trademark.
Năm 2004, công ty điện ảnh Bắc Kinh Quang Tuyến được thành lập.
Vào tháng 9 năm 2007, Truyền thông Quang tuyến đã mua lại công ty Đông Phương Truyện Kỳ để sản xuất phim truyền hình. Vào ngày 19 tháng 11 năm 2007,Truyền thông Quang Tuyến và Hoa Hữu Thế kỷ (NASDAQ: HRAY), một công ty niêm yết của NASDAQ, đã công bố việc sáp nhập cổ phần, sau khi sáp nhập, hai bên sẽ thành lập một công ty mới - Enight Huayou Media Entertainment Group.Vào ngày 6 tháng 3 năm 2008, việc sáp nhập đã thất bại do bất đồng về chiến lược kinh doanh.
Vào năm 2009, Công ty Enight Holdings được thành lập bởi Vương Trường Điền, vốn đầu tư là 50 triệu tệ.
Vào ngày 3 tháng 8 năm 2011, Truyền thông Quang Tuyến chính thức lên sàn Giao dịch Thâm Quyến, trở thành công ty truyền thông điện ảnh và truyền hình thứ ba ở nội địa sau Hoa Nghị Huynh Đệ (300027.SZ), Truyền Thông Hoa Sách(300133.SZ).
Vào ngày 4 tháng 3 năm 2015, Ali Venture Invesment đã đầu tư khoảng 24 nhân dân tệ cho mỗi cổ phiếu, (24,22 nhân dân tệ cho mỗi cổ phiếu) của Quang Tuyến, chiếm 8,8% trở thành cổ đông lớn thứ hai của công ty sau nhà sáng lập
2014, Quang Tuyến thu mua Bỉ Ngạn Thiên Bắc Kinh văn hóa (B&T) 
Năm 2015 Quang Tuyến Quang Tuyến đầu tư vào công ty hậuk kỳ hoạt hình Cát Lâm Ngưng Vũ Bắc Kinh và giữ 30% cổ phần.
Vào cuối tháng 5 năm 2016, Truyền thông Quang Tuyến đã đưa ra một thông cáo báo chí rằng họ sẽ mua tổng cộng 57,4% cổ phần của Maoyan bằng cách chuyển đổi cổ phiếu và thanh toán tiền mặt. Sau khi giao dịch hoàn tất, Lights Holdings  nắm giữ 38,40% cổ phần của Maoyan, Truyền Thông Quang Tuyến nắm giữ 19% cổ phần của Maoyan và Quang Tuyến trở thành cổ đông lớn nhất của Maoyan.
11 tháng 5 năm 2018 Quang Tuyến thông báo rằng công ty con Horgos Caitiaowu Pictures dự định mua 20% cổ phần của Đại Thiên Dương Quang với giá 40 triệu nhân dân Tệ . Cùng năm đầu tư  40 triệu Nhân dân Tệ vào Bắc Kinh Thất Duy thị giác khoa kỹ  . 31 tháng 12 Quang Tuyến đầu tư 3 triệu Nhân Dân Tệ vào Truyền thông văn hóa Tô Châu Hồng Kình ảnh thị, giữ 60% cổ phần công ty ,  đến nằm 2020 tăng lên 3,3015 triệu Nhân Dân Tệ, cổ phần công ty Quang Tuyến lắm giữ tăng lên 66,03%
13 tháng 9 năm 2018, thành lập cơ sở đào tạo nghệ sĩ Quang Tuyến 2019 .
Năm 2013 công ty Sơn Nam Quang Tuyến ảnh nghiệp được được thành lập .
Năm 2015 công ty Horgos Coloroom Pictures được thành lập.
Tháng 8, 2020 Bắc Kinh Quang Tuyến ảnh nghiệp thành lập Thanh Xuân Quang Tuyến Dương Châu ảnh nghiệp là một công ty con của Thanh Xuân Quang Tuyến ở Dương Châu. Cùng tháng, cùng với Thanh Xuân Quang Tuyến Dương Châu ảnh nghiệp. Khai Tâm Quang Tuyến Hải Khẩu ảnh nghiệp được Bắc Kinh Quang Tuyến ảnh nghiệp thành lập.

## Cổ đông và Quản lý cấp cao
1. Cổ Đông

31 tháng 12 năm 2015, Vương Trường Điền, Chủ tịch của Quang Tuyến thông qua tập đoàn đầu tư Quang Tuyến Thượng Hải (Shanghai Enlight Investment Holding) sở hữu 50,06% cổ phần của Quang Tuyến trở thành cổ đông lớn nhất , cổ đông lớn thứ hai của Quang Tuyến là Ali Venture Invesment, quỹ đầu tư của Alibaba Group. Cổ đông lớn thứ ba (3,87%), Đỗ Anh Liên, trên thực tế là vợ của Vương Trường Điền. Cổ đông thứ 6 (1,37%) và thứ 7 (1,15%), là em trai và em gái của Vương Trường Điền, anh trai Vương Hồng Điền và em gái Vương Tuyên. Phó chủ tịch, Tổng giám đốc, bà Lý Hiểu Bình và ông Lý Đức Lai sở hữu 3,79% và 3,23% cổ phần tương ứng là cổ đông lớn thứ tư và thứ năm.
Các cổ đông khác trong top 10 là Quỹ an sinh xã hội quốc gia Trung Quốc (0.28%), quỹ theo dõi chỉ số của Ngân hàng xây dựng Trung Quốc (0.21%) và công ty chứng khoán Everbright (0.21%).
2. Quản lý cấp cao.
- Vương Trường Điền - Người sáng lập, Chủ tịch hội đồng quản trị, chủ tịch tập đoàn. Ông tốt nghiệp Cử nhân Báo chí, Đại học Phúc Đán, hiện là Ủy viên Hội đồng Thành phố Bắc Kinh và Phó Chủ tịch Hiệp hội Công nghiệp và Thương mại Bắc Kinh, Phó Chủ tịch Hiệp hội Sản xuất Phát thanh và Truyền hình Thủ đô. Được tạp chí Thanh niên Trung Quốc bình chọn là "100 nhân vật trẻ có thể ảnh hưởng đến Trung Quốc trong thế kỷ 21" và là một trong những người có ảnh hưởng nhất trong ngành công nghiệp truyền thông và giải trí Trung Quốc.
- Lý Hiểu Bình - Phó Chủ tịch thường trực của Truyền thông Quang Tuyến. Bà đã làm việc tại CCTV và có nhiều kinh nghiệm trong lĩnh vực quản lý và vận hành truyền thông. Sau khi gia nhập Truyền Thông Quang Tuyến vào năm 1999, bà chịu trách nhiệm về các hoạt động hàng ngày của Truyền thông Quang Tuyến.
Đây là một trong những người có ảnh hưởng nhất trong ngành quảng cáo Trung Quốc.
- Lý Đức Lai - Phó Chủ tịch điều hành truyền thông Quang Tuyến với hơn hai mươi năm kinh nghiệm làm việc trong ngành công nghiệp truyền thông, được công nhận là chuyên gia sản xuất các chương trình giải trí. Ông gia nhập Truyền thông Quang Tuyến năm 1999 và chịu trách nhiệm sản xuất nội dung. Ông tốt nghiệp Thạc sĩ Báo chí, Đại học Nhân dân Trung Quốc, được truyền thông đánh giá là một trong những chuyên gia có ảnh hưởng nhất trong ngành sản xuất truyền hình Trung Quốc.

## Hợp tác
Chiết Giang Tề Tụ khoa kỹ - Thành lập năm 2008. Năm 2012 Quang Tuyến lần đầu đầu tư vào công ty, đến 2016 đầu tư 130 triệu nhân dân tệ, đồng thời chính thức mở trang live trực tuyến cho Tề Tụ .
One&All Animation Studio - Quang tuyến đầu tư vào công ty từ 2016 .
Thiên Tân Tranh Tử Ánh Tượng truyền thông - Thành lập vào năm 2013 - Đặng Siêu Studio 

## Nghệ sĩ
- Liễu Nham [20]

Phát thanh viên đa tài
- Quan Hiểu Đồng [20]

Nữ nghệ sĩ sau 90 nổi tiếng
- Tôn Thiên [21]

Nữ nghệ sĩ đa tài
- Lưu Gia Đồng [22]

Nam ca sĩ, Dancer sau 90
- Chu Tinh Tịch [23]

Nữ ca sĩ nhạc ảo giác
- Phương Linh [24]

Người dẫn chương trình, diễn viên, đại diện phát ngôn của Đài An Huy
- Tạ Nam [25]
- Lưu Đồng

Nhà văn trẻ best-seller và phó chủ tịch của Bắc Kinh Quang Tuyến Ảnh Nghiệp
- Đại Tả [26]

Người dẫn chương trình
- Mã Ngâm Ngâm

Nữ ca sĩ nhạc Jazz
- Lưu Diệc Thần
- Lâm Thịnh Đông

Nghệ sĩ trẻ
- Lý Kiều Đan [27][28]

Nữ diễn viên, người mẫu
- Lý Hoành Nghị

Diễn viên, ca sĩ trẻ
- Lôi Tư Vũ

Diễn viên trẻ
- Khương Trác Quân
- Quách Xu Đồng
- Đinh Vũ Hề
- Đinh Quan Sâm [29]
- Chương Nhược Nam

Diễn viên toàn năng
- Trần Tấn [30]
- Thái Mộc Cẩm [31]
- Trần Vũ Vi [32]
- Bao Văn Tịnh [33]

Người dẫn chương trình, nữ diễn viên
- Lý Gia Thành [34]
- Lý Hân Lượng [35]
- Ryu Kohata [36]

Võ sĩ quyền anh chuyên nghiệp và diễn viên người Nhật Bản
- Đoàn Bác Văn
- Dương Tử Trinh

Nữ diễn viên, Người dẫn chương trình
Tân Vân Lai
Tôn Hy Luân

### Giải ước
Hồ Hạ
Lý Hà
Nhóm nhạc Phong Vân Bang
Thẩm Lệ Quân
Thang Xán
Thích Ngọc Vũ

## Bắc Kinh Quang Tuyến ảnh nghiệp
Công ty TNHH Điện ảnh Quang Tuyến Bắc Kinh (viết tắt: ELight Pictures) được thành lập vào năm 2004, phát hành bộ phim đầu tiên "Thành phố thương tích" vào năm 2006, mở ra con đường điện ảnh cho Quang Tuyến. Năm 2009, Quang Tuyến Ảnh Nghiệp lần đầu tiên tạo ra mạng lưới phát hành phim chuyên nghiệp. Năm 2011 bắt đầu thực hiện chương trình đạo diễn mới, nhằm khám phá và đào tạo ra những đạo diễn mới cho nền điện ảnh TQ như Từ Tranh, Triệu Vy, Đặng Siêu và gần 20 đạo diễn mới khác.
Năm 2011, Quang Tuyến Ảnh Nghiệp nằm trong top 3 toàn quốc, đầu tư sản xuất và phát hành 20 bộ phim trong năm 2012 và 2013, với tổng doanh thu hơn 4 tỷ nhân dân tệ, ổn định trong top 2 phim nội địa TQ được phát hành.
Từ năm 2011, Quang Tuyến Ảnh Nghiệp khởi động chương trình đạo diễn mới, trong vòng 3 năm, đã khai quật và đào tạo 20 đạo diễn mới, trong đó Từ Tranh ("Lạc lối ở Thái Lan" 1,266 tỷ), Triệu Vy ("Gửi thanh xuân" 726 triệu) trở thành đạo diễn nam và nữ có doanh thu cao nhất trong nước.

## Thanh Xuân Quang Tuyến ảnh nghiệp
Công ty được thành lập vào năm 2015, được đặt dưới sự kiểm soát hoàn toàn bởi Công ty TNHH Điện Ảnh Quang Tuyến Bắc Kinh. Công ty có trụ sở tại Bắc Kinh, tập trung vào sản xuất phim, quảng bá, phân phối và phát triển bản quyền, là một công ty quản lý nội dung mới. Công ty và đội ngũ điện ảnh hạng nhất trong và ngoài nước duy trì sự hợp tác tốt, thân mật, với sức mạnh sáng tạo điện ảnh mạnh mẽ và hỗ trợ tài chính mạnh mẽ, cùng với Quang Tuyến Ảnh nghiệp tạo thành ma trận nội dung quan trọng nhất của truyền thông ánh sáng trong năm năm tới. Các tác phẩm tiêu biểu của Thanh Xuân Quang Tuyến ảnh nghiệp bao gồm: "Tôi là nhân chứng", "Ngôi sao rung động", "Anh hùng lẩu", "Trốn tìm", "nghi phạm X".....

## Horgos Coloroom Pictures Co., Ltd.
Công ty được thành lập vào năm 2015, là một công ty điện ảnh và truyền hình tích hợp với hoạt hình, truyện tranh và các yếu tố kỳ ảo, có trụ sở tại Bắc Kinh.
Trong giai đoạn 2016-2018, Công ty  đã lần lượt ra mắt các bộ phim hoạt hình như "Đại Ngư Hải Đường", "Đại Hộ Pháp", "Thanh Không hôm qua" .... Năm 2019, dự án chính của công ty là "Na tra: Ma đồng giáng thế" đứng thứ hai phòng vé lịch sử điện ảnh Trung Quốc với doanh thu vượt mốc 5 tỷ Nhân dân tệ và đại diện cho Trung Quốc tham gia Oscar cho phim quốc tế hay nhất 。

## Quang Tuyến Hoạt họa
Quang Tuyến Hoạt họa là một đội ngũ sản xuất nội bộ tập trung vào toàn bộ quá trình phim hoạt hình của Truyền thông Quang Tuyến, với tham vọng tạo ra nội dung gốc hạng nhất thành các tác phẩm điện ảnh hành động tiêu chuẩn quốc tế.
Vào năm 2025, Quang Tuyến Hoạt họa sẽ ra mắt bộ phim hoạt hình gốc đầu tiên, tiếp tục là tác phẩm mới mỗi năm. Hiện nay kịch bản của bộ phim đầu tiên đã cơ bản hoàn thành, việc thành lập nhóm và tuyển dụng nhân tài cũng đang được tiến hành nóng, trong việc tuyển dụng nhân tài bao gồm bảng câu chuyện, nhà thiết kế, nhà sản xuất, TD, vận tải và các vị trí khác. Các mô hình tiếp theo, ràng buộc, vật liệu, Layout, hoạt hình, hiệu ứng nhân vật, hiệu ứng đặc biệt, ánh sáng và các vị trí khác cũng sẽ bắt đầu tuyển dụng.

## Tư vấn đóng gói hình ảnh Anh Sự Đạt Bắc Kinh
Được thành lập vào năm 2006, là công ty con của Quang Tuyến.
Phạm vi hoạt động của Anh Sư Đạt: lập kế hoạch sáng tạo, sản xuất trailer phim, sản xuất EPK, sản xuất quay MV, thiết kế sáng tạo đồ họa, sản xuất âm nhạc gốc, sản xuất hình ảnh quảng cáo, sản xuất hình ảnh sự kiện quy mô lớn.

## Bắc Kinh Quang Tuyến Dịch Thị võng lạc khoa kỹ
Thành lập vào tháng 8 năm 2000, trang web chính thức của công ty sản xuất và phân phối chương trình truyền hình tư nhân nổi tiếng của Trung Quốc, Quang Tuyến (Cổ phần).
Cung cấp các dịch vụ giải trí và thông tin giải trí chuyên nghiệp, chất lượng cao với các khái niệm truyền thông tiên tiến và các phương tiện kỹ thuật

## Tiểu Sâm Lâm
Tiểu Sâm Lâm được thành lập vào mùa hè năm 2017, thuộc sở hữu của Truyền thông Quang Tuyến Bắc Kinh.  Công ty lấy sức mạnh ban đầu của phim truyền hình làm năng lực cạnh tranh cốt lõi, để "tuổi trẻ, nhiệt huyết, nơi làm việc" định vị nội dung phim truyền hình là đặc trưng. Dựa vào các lợi thế khác nhau của Truyền thông Quang Tuyến trong ngành công nghiệp điện ảnh và truyền hình, phạm vi kinh doanh liên quan đến kịch bản gốc và sản xuất phim truyền hình, sản xuất, quảng cáo, phân phối, và bắt đầu với một mô hình chuỗi công nghiệp hoàn chỉnh.

## Ngũ Quang Thập Sắc
Hoắc Nhĩ Quả Tư Ngũ Quang Thập Sắc ảnh nghiệp được thành lập vào tháng 4 năm 2017, công ty có một đội ngũ chuyên nghiệp chuyên phát triển các bộ phim điện ảnh và truyền hình. Các dự án điện ảnh và truyền hình của công ty bao gồm thanh xuân khuôn viên trường, tình yêu cổ trang, truyền thuyết võ hiệp và lý luận tội phạm.

## Thải Điều Ốc
Thành lập vào 25 tháng 10 năm 2015 , công ty điện ảnh và truyền hình toàn diện dựa trên các yếu tố giả tượng, hoạt hình và truyện tranh. Trụ sở ở Bắc Kinh.Công việc kinh doanh của Thải Điều Ốc bao gồm đầu tư dự án, phát triển dự án, sản xuất dự án, công khai và phân phối, sản phẩm ngoại vi, giấy phép trò chơi, công viên giải trí, v.v. Lĩnh vực kinh doanh chính bao gồm phim hoạt hình, phim kỳ ảo và phim điện ảnh / phim trực tuyến.

## Show
| Năm                  | Tên                                                                                              | Dân chương trình                                                                   | Ghi chú |
| -------------------- | ------------------------------------------------------------------------------------------------ | ---------------------------------------------------------------------------------- | --- |
| 1999-nay             | Hiện trường giải trí 娱乐现场                                                                    | Lý Trình Viễn, Lưu Đồng, Phương Linh, Chu Vân, Lôi Hoàn, Mạnh Quân, Dương Tử Trinh | Từ 2015 dừng phát sóng trên các đài, chuyển sang hoạt động trực tuyến                                          |
| Trước 2000           | Hải ngoại hiện trường giải trí                                                                   | Lý Hà                                                                              | 2003, TCL TV Hải ngoại hiện trường giải trí phát sóng thay cho tên đăng ký lúc đầu là TCL TV Thế giới thể thao |
| 2000-nay             | Entertainment People Weekly                                                                      | Lý Sương, Thẩm Tinh, An Hổ, Thường Sách Ni                                         | |
| 2001-2017            | Giải âm nhạc Phong Vân Bảng 音乐风云榜                                                           | Nhiều người                                                                        | Từ năm 2007 gọi là Mengniu âm nhạc phong vân bảng                                                              |
| 2001-2006            | Pepsi Music Chart Awards                                                                         | Hà Cảnh, Liễu Nham, Dương Phàm, Lý Hà, Thường Sách Ni, Lý Sương, Tạ Na, Uông Hàm   | |
| 2001                 | Thế giới thể thao 体育界                                                                         | N/a                                                                                | TCL TV Thế giới thể thao không thể phát sóng vì vấn đề tên gọi                                                 |
| 2002                 | Trò chuyện ba ngày với ngôi sao                                                                  |                                                                                    | |
| 2002-2020            | Bữa sáng âm nhạc                                                                                 | Chu Lộ Tỉ, Hám Hiểu Quân                                                           | |
| 2002                 | Minh tinh 名人访谈                                                                               | Mạnh Quân                                                                          | Youku |
| 2003-2004            | Trung tâm giải trí 娱乐中心                                                                      | N/a                                                                                | |
| 2003                 | Bộ sưu tập sức khỏe 健康宝典                                                                     | Nhiều người                                                                        | Trực tuyến |
| 2003-2004            | Ningbo Bird quốc tệ hậu trường giải trí                                                          | Lý Hà, Thường Sách Ni                                                              | |
| 2003, 2005,2006,2007 | 明星Big Star                                                                                     | N/a                                                                                | |
| 2003                 | Royalstar Cup người dẫn chương trình giải trí toàn năng                                          | Thường Sách Ni                                                                     | [ 40 ] |
| 2004                 | Twins giao lưu với fan tại Thượng Hải                                                            |                                                                                    | [ 41 ] |
| 2004                 | Âm nhạc của tôi, sân khấu của tôi —— Cuộc thi sáng tác bài hát Lala Giải bóng đá Đại học Philips |                                                                                    | [ 42 ] |
| 2004-2006 2008-2009  | Thục nữ đại học đường 淑女大学堂                                                                 | Lưu Nghi Vĩ                                                                        | Thêm Uông Hàm, Đại Binh, Lý Bân, Na Uy, Mã Bân từ ở năm 2006                                                   |
| 2005                 | MOTO Hậu trường giải trí                                                                         | Lý Hạ, Thường Sách Ni                                                              | Từ 8 tháng 8 phát sóng lúc 18:30                                                                               |
| 2005-2007            | Phong Vân Thịnh Điển                                                                             | Tăng Bảo Nghi, Lưu Nghi Vĩ, Lý Bân, Tạ Nam                                         | |
| 2005                 | Ebay Phong vân thời trang                                                                        | Lý Tư Vũ, Đông Thần Khiết                                                          | |
| 2005                 | Diva tiếp theo - Cuộc thi siêu tân binh năm 2005                                                 | Tạ Na                                                                              | [ 45 ] |
| 2005                 | JeansWest tâm binh toàn năng 真维斯全能新秀                                                      | Tạ Na, Từ Duệ                                                                      | [ 46 ] |
| 2005                 | Người dẫn chương trình miêu nhân mị lực siêu cấp                                                 | Chu Quần, Lý Băng, Nhậm Lương Vận, Hứa Khả, Mã Oánh, Lý Hồng Đào                   | Liễu Nham, Tạ Nam, Đại Tả gia nhập công ty                                                                     |
| 2006                 | Giải trí mát mẻ mùa hè Quang Tuyến 娱乐酷e夏                                                     | Hà Canh, Tạ Na, Thường Sách Ni                                                     | Kim Jeong-hoon và Vương Ân Kì đại sứ hình tượng                                                                |
| 2006                 | Câu lạc bộ âm nhạc không dây M.Music                                                             | Lý Hà, Lý Thần                                                                     | Lee Min-woo đại sứ tuyên truyền                                                                                |
| 2007                 | Lễ trao giải âm nhạc không dây M.Music                                                           | Lý Thần                                                                            | |
| 2006-2011            | Phong vân bảng Điện ảnh và Truyền hình                                                           | Tạ Nam, Phương Linh                                                                | |
| 2007                 | Phong vân tân binh                                                                               | Từ Duệ, Tạ Nam ở khu vực Bắc Kinh                                                  | Tài trợ |
| 2007                 | Không kiểm tra không biết                                                                        | Từ Duệ                                                                             | |
| 2007                 | Lễ trao giải thời trang Luolai                                                                   | Tạ Nam, Liễu Nham                                                                  | [ 49 ] |
| 2007                 | Phụ mẫu đại nhân                                                                                 | Lưu Nghi Vĩ                                                                        | [ 50 ] |
| 2007                 | Lễ trao giải người mẫu 模特大典                                                                  | Liễu Nham, Tạ Nam                                                                  | |
| 2007-2012            | Lễ trao giải giải trí                                                                            | Tạ Nam, Đại Tả, Liễu Nham                                                          | Từ năm 2011 gọi là Jeanswest Lễ trao giải giải trí                                                             |
| 2008                 | Giải âm nhạc Phong Vân Bảng - Tân Binh                                                           | Tạ Nam, Liễu Nham, Đại Tả                                                          | |
| 2008                 | Đội tạo hình hoàn mỹ                                                                             |                                                                                    | |
| 2009                 | 5.12 Tình yêu Trung Quốc 5.12 中国爱                                                             | N/a                                                                                | |
| 2009                 | Nhạc hội từ thiền 慈善歌会                                                                       |                                                                                    | với Quỹ Phát triển Thanh niên Trung Quốc và Jeanswest tổ chức                                                  |
| 2010                 | BTV Big Star 最佳现场                                                                            | Tạ Nam, Đại Tả, Thường Sách Ni, Ngô Du, Dương Tử Trinh, Phương Linh                | |
| 2011-2012            | The X Factor                                                                                     | Đại Tả, Thiệu Văn Kiệt                                                             | |
| 2011-2012 2012-2013  | Dàn hợp xướng trong mơ                                                                           | Tát Bối Ninh, Đổng Khanh (Mùa 1) Tát Bối Ninh, Đổng Khanh, Hà Cảnh, Tạ Na (Mùa 2)  | |
| 2011, 2012           | Công chiếu                                                                                       | Đại Tả, Cổ Hiểu                                                                    | |
| 2013                 | Cuộc chiến giảm cân                                                                              | Tạ Nam                                                                             | |
| 2013                 | Tiết học đầu tiên                                                                                | Tát Bối Ninh, Vương Tiểu Nha, Phương Quỳnh                                         | |
| 2013                 | Đối tác mơ ước                                                                                   | Tiết Bối Ninh, Tăng Bảo Nghi, Đổng Khanh, A Nhã, Lý Tư Tư, Hà Cảnh, Tạ Na          | |
| 2014                 | Thiếu niên Trung Quốc mạnh mẽ                                                                    | Hà Canh                                                                            | |
| 2021                 | Hahahahaha                                                                                       |                                                                                    | Do Thiên Tân Tranh Tử Ánh Tượng truyền thông sản xuất                                                          |

## Phim

### Phim phân phối
| Năm  | Tên                                     | Đạo diễn                          | Diễn viên | Ghi chú                                      |
| ---- | --------------------------------------- | --------------------------------- | --- | -------------------------------------------- |
| 2003 | Kế hoạch X của lão Uy                   | Mã Nhung                          | Lưu Uy, Lâm Mĩ Quân, Hàn Thiện Tục                                                                                                   |                                              |
| 2004 | Ba ca chính truyện                      | Anh Đạt                           | Củng Hán Lâm, Kim Châu, Ngu Mộng | Sitcom                                       |
| 2006 | Vô gian đạo 5                           | Lưu Vĩ Cường, Mạch Triệu Huy      | Lương Triều Vỹ, Takeshi Kaneshiro, Từ Tĩnh Lôi, Thư Kỳ                                                                               | [ 53 ]                                       |
| 2008 | Hồ điệp phi                             | Đỗ Kỳ Phong                       | Lý Băng Băng, Châu Du Dân |                                              |
| 2008 | Phụ Nữ Không Xấu                        | Từ Khắc                           | Châu Tấn, Quế Luân Mỹ, Trương Vũ Kỳ                                                                                                  |                                              |
| 2008 | Champions                               | Từ Tiểu Minh                      | Trương Vệ Kiện, Huỳnh Thúy Như |                                              |
| 2008 | Nhân chứng                              | Lâm Siêu Hiền                     | Tạ Đình Phong, Trương Tịnh Sơ, Trương Gia Huy, Miêu Phổ                                                                              | [ 54 ]                                       |
| 2008 | Bộ đôi cọc cạch                         | Mạch Triệu Huy, Trang Văn Cường   | Trịnh Tú Văn, Trần Dịch Tấn, Trương Quốc Lập, Đỗng Dũng                                                                              |                                              |
| 2009 | Đông Tà, Tây Độc                        | Vương Gia Vệ                      | Trương Quốc Vinh, Lâm Thanh Hà, Lương Triều Vỹ, Trương Học Hữu, Trương Mạn Ngọc                                                      | Quang Tuyến phát hành tại Trung Quốc lần đầu |
| 2009 | Thân mật                                | Ngạn Tây                          | Lâm Gia Hân, Trịnh Y Kiện |                                              |
| 2009 | Hoàn mỹ tân nương                       | A Mãnh                            | Quách Kha Vũ, Chương Hạ, Đại Bằng, Từ Lợi                                                                                            |                                              |
| 2009 | Gasp                                    | Trịnh Trọng                       | Cát Ưu, John Savage, Lâm Hi Lôi, Lưu Hoa                                                                                             |                                              |
| 2009 | Siêu nhí Astro                          | David Bowers                      | | Hoạt hình                                    |
| 2010 | Life of Sentime                         | Dương Cạch Trạch                  | Diêu Tinh Đồng, Hạ Vũ, Minh Đạo |                                              |
| 2010 | K-20: Huyền thoại giấu mặt              | Shimako Satō                      | Kaneshiro Takeshi, Matsu Takako |                                              |
| 2010 | Xuất thủy phù dung                      | Lưu Trấn Vĩ                       | Chung Hân Đồng, Phương Lực Thân, Huỳnh Thánh Y                                                                                       |                                              |
| 2011 | Hồng Môn Yến                            | Lý Nhân Cảng                      | Lê Minh, Phùng Thiệu Phong, Lưu Diệc Phi                                                                                             |                                              |
| 2012 | Tân Long Môn Khách Sạn                  | Lý Huệ Dân                        | Trương Mạn Ngọc, Lâm Thanh Hà, Lương Gia Huy, Chân Tử Đan, Hùng Hân Hân                                                              | Quang Tuyến phát hành lần đầu ở Trung Quốc   |
| 2012 | Tình mê                                 | Lê Diệu Tuyết                     | Thư Kỳ, Dư Văn Lạc, Trần Sổ |                                              |
| 2013 | So Young                                | Triệu Vy                          | Dương Tử San, Triệu Hựu Đình, Hàn Canh, Giang Sơ Ảnh                                                                                 |                                              |
| 2013 | Đối tác Trung Quốc                      | Trần Khả Tân                      | Huỳnh Hiểu Minh, Đặng Siêu, Đồng Đại Vi, Đỗ Quyên                                                                                    |                                              |
| 2013 | I want you                              | Thái Ư Vị                         | Ngô Mạc Sầu, Lý Đại Mạt, Trương Vĩ, Đinh Đinh                                                                                        |                                              |
| 2014 | Balala the Fairies: The Magic Trial     | Vu Nhân, Lưu Hạo                  | Trần Vũ Vi, Triệu Kim Mạch, Lưu Đại Hi, Vương Tuệ                                                                                    |                                              |
| 2014 | No Zuo No Die                           | Phạm Lập Hân                      | Hoa Thần Vũ, Âu Hào, Bạch Cử Cương                                                                                                   |                                              |
| 2015 | Tôi là nhân chứng                       | Ahn Sang-hoon                     | Dương Mịch, Lộc Hàm, Vương Cảnh Xuân, Chu Á Văn                                                                                      |                                              |
| 2015 | Đạo mộ bút ký                           | La Vĩnh Sương, Trình Bảo Thụy     | Lý Dịch Phong, Dương Dương, Lưu Thiên Tá, Trương Trí Nghiêu, Đường Yên                                                               |                                              |
| 2016 | Thanh xuân của ai không mơ hồ           | Diêu Đình Đình                    | Bạch Kính Đình, Quách Xu Đồng, Lý Hoành Nghị, Vương Hạc Nhuận, Đinh Quan Sâm                                                         |                                              |
| 2016 | Your Name – Tên cậu là gì?              | Shinkai Makoto                    | | Hoạt hình                                    |
| 2017 | Pháo hoa, nên ngắm từ dưới hay bên cạnh | Akiyuki Shinbo, Nobuyuki Takeuchi | | Hoạt hình                                    |
| 2019 | Sen và Chihiro ở thế giới thần bí       | Miyazaki Hayao                    | | Hoạt hình                                    |
| 2019 | Ngộ sát                                 | Kha Vấn Lợi                       | Tiêu Ương, Đàm Trác, Trần Xung, Khương Hạo Văn                                                                                       |                                              |
| 2020 | Kim cương xuyên                         | Quản Hộ, Quách Phàm, Lộ Dương     | Trương Dịch, Ngô Kinh, Lý Cửu Tiêu, Ngụy Thần, Đặng Siêu                                                                             |                                              |
| 2022 | Sniper                                  | Trương Nghệ Mưu, Trương Mạt       | Trương Dịch |                                              |
| 2023 | Hoán đổi cuộc đời                       | Tô Luân                           | Lôi Giai Âm, Trương Tiểu Phỉ, Trương Hựu Hạo, Sa Dật, Lưu Mẫn Đào, Đinh Gia Lệ, Ngô Ngạn Xu, Dương Ân Hựu, Nhạc Vân Bằng, Dương Địch |                                              |
| 2023 | Bóng bàn                                | Đặng Siêu, Du Bạch Mi             | Đặng Siêu, Tôn Lệ, Hứa Ngụy Châu, Đoàn Bác Văn                                                                                       |                                              |
| 2023 | Trường Trung học cơ sở Trà số 2         | Hạ Minh Trạch                     | | Hoạt hình                                    |
| 2024 | Đại Vũ                                  | Bất Tư Phàm                       | | Hoạt hình                                    |

### Phim sản xuất
| Năm  | Tên                                                      | Đạo diễn                      | Diễn viên                                                               |
| ---- | -------------------------------------------------------- | ----------------------------- | ----------------------------------------------------------------------- |
| 2003 | Bản đồ dưới sông Thanh Minh                              | Hồng Đan Cường                | Tạ Viên, Du Bổn Xương, Vương Tinh, Lý Diệp, Tôn Nghĩa                   |
| 2006 | Bạo vũ lê hoa                                            | Vương Tinh                    | Khấu Thế Huân, Ngô Khánh Triết, Chu Nhân, Trần Pháp Dung                |
| 2007 | Phòng tiền ốc hậu                                        | Thượng Kính                   | Chu Tiểu Bân, Diêm Ni, Diêu Thần, Đông Duyệt                            |
| 2007 | Kế hoạch A                                               | Vương Tinh                    | Trương Vệ Kiện, Đàm Diệu Văn, Lưu Viên Viên, Chung Hân Đồng             |
| 2009 | Nhà có chuyên vui                                        | Cốc Đức Chiêu                 | Cổ Thiên Lạc, Ngô Quân Như, Hoàng Bách Minh                             |
| 2009 | Phúc họa tương y                                         | Lý Tuấn, Dương Cạnh Trạch     | Đổng Dũng, Ngưu Lị, Tề Tương                                            |
| 2009 | Thần binh tiểu tướng                                     | Hoàng Ngọc Lang               | Tạ Nam, Thường Sách Ni, Hồ Tĩnh                                         |
| 2010 | Hoa điền hỷ sự                                           | Hoàng Bách Minh, Khâu Lễ Đào  | Hoàng Bách Minh, Ngô Quân Như, Cổ Thiên Lạc                             |
| 2011 | Tối cường hỷ sự                                          | Trần Khanh Gia, Tần Tiểu Trân | Trương Bá Chi, Cổ Thiên Lạc, Chân Tử Đan, Lưu Gia Linh                  |
| 2011 | Trinh thám B+                                            | Bành Thuận                    | Quách Phú Thành, Liêu Khải Trì, Từ Chính Khê, Cung Bội Bật              |
| 2012 | Mộng du                                                  | Bành Thuận                    | Lý Lâm Khiết, Hoắc Tư Yến, Lý Tông Hàn, Dương Thái Ni                   |
| 2012 | Thủ lĩnh cuối cùng                                       | Vương Tinh                    | Châu Nhuận Phát, Huỳnh Hiểu Minh, Hồng Kim Bảo, Ngô Trấn Vũ, Viên Tuyền |
| 2014 | Bạn cùng lớp                                             | Quách Phàm                    | Châu Đông Vũ, Lâm Canh Tân, Michael Stephen Kai Sui, Vương Khiếu Khôn   |
| 2014 | Tân thời minh nguyệt                                     | Thẩm Nhạc Bình                | Hoạt hình                                                               |
| 2015 | Bao La Vùng Trời                                         | Diệp Vĩ Tín, Trâu Khải Quang  | Cổ Thiên Lạc, Trịnh Tú Văn, Ngô Trấn Vũ, Trương Trí Lâm                 |
| 2015 | Chung Quỳ phục ma: Tuyết yêu ma linh                     | Bào Đức Hi, Triệu Thiên Vũ    | Trần Khôn, Lý Băng Băng, Triệu Văn Tuyên, Dương Tử San                  |
| 2015 | Balala the Fairies:The Mystery Note                      | Vu Nhân, Trần Thành           | Vu Đình Nhi, Triệu Kim Mạch, Lưu Đại Hi, Chu Tuấn Siêu, Vương Tử Tuyền  |
| 2015 | Tai trái                                                 | Tô Hữu Bằng                   | Trần Đô Linh, Âu Hào, Dương Dương, Mã Tư Thuần                          |
| 2015 | Tân Bộ Bộ Kinh Tâm                                       | Tống Địch                     | Trần Ý Hàm, Đậu Kiêu, Dương Hựu Ninh, Tống Y Nhân                       |
| 2015 | Phanh nhiên tinh động                                    | Trần Quốc Huy, Hạ Vĩnh Khang  | Dương Mịch, Lý Dịch Phong, Trần Sổ, Vương Diệu Khánh                    |
| 2018 | Diệp Vấn ngoại truyện: Trương Thiên Chí                  | Viên Hòa Bình                 | Trương Tấn, Dave Bautista, Liễu Nham, Dương Tử Quỳnh, Tony Jaa          |
| 2018 | Always with You                                          | Trần Sướng                    | Mai Đình, Hứa Á Quân, Ô Quân Mai, Hồ Tiên Hú, Tăng Lê                   |
| 2019 | Cuộc gặp gỡ ở bến xe phía nam                            | Điêu Diệc Nam                 | Hồ Ca, Quế Luân Mỹ, Liêu Phàm, Vạn Thiến                                |
| 2020 | An Gia                                                   | An Kiển                       | Tôn Lệ, La Tấn, Trương Manh,                                            |
| 2020 | Trần Thiên Thiên, ngày ấy bây giờ                        | Tra Truyền Nghị               | Triệu Lộ Tư, Đinh Vũ Hề                                                 |
| 2020 | Bạn gái tôi là người máy                                 | Vương Vi Trình                | Bao Bối Nhĩ, Tân Chỉ Lôi, Ngụy Tường                                    |
| 2020 | Nếu không thể nhớ được giọng nói                         | Lạc Lạc                       | Tôn Thần Thuyên, Chương Nhược Nam                                       |
| 2021 | Dòng người tấp lập                                       | Nhiêu Hiểu Chí                | Lưu Đức Hoa, Tiêu Ương, Vạn Thiến, Trình Di                             |
| 2021 | Tomorrow Will Be Fine                                    | Viên Viên                     | Papi, Trương Siêu, Bạch Khách                                           |
| 2021 | Thành phố lý tưởng                                       | Lưu Tiến                      | Tôn Lệ, Triệu Hựu Đình                                                  |
| 2021 | Hôn lễ của em                                            | Hàn Thiên                     | Hứa Quang Hán, Chương Nhược Nam                                         |
| 2021 | Lost and Found                                           | Lê Chí                        | Mao Hiểu Đồng, Dương Lặc, Tôn Thiên                                     |
| 2022 | Tôi thực sự ghét yêu xa                                  | Chu Nam Sân                   | Nhâm Mẫn, Tân Vân Lai.                                                  |
| 2022 | Mười năm thương nhớ                                      | Triệu Phi                     | Đinh Vũ Hề, Nhâm Mẫn, Lý Trạch Phong.                                   |
| 2022 | Câu chuyện của chúng ta thật giống tiểu thuyết ngôn tình | Vương Tử Tuấn                 | Lý Hiểu Khiêm, Tất Dục Thần                                             |
| 2023 | Mãn Giang Hồng                                           | Trương Nghệ Mưu               | Thẩm Đằng, Dịch Dương Thiên Tỉ                                          |
| 2023 | Đã bao năm qua                                           | Quý Trúc Thanh                | Trương Tân Thành, Tôn Thiên                                             |
| 2024 | Stand by me                                              | Ân Nhã Hân                    | Vương Tuấn Khải, Đặng Gia Giai                                          |

### Phim sản xuất và phân phối
| Năm  | Tên                                      | Đạo diễn                                                                              | Diễn viên | Ghi chú                           |
| ---- | ---------------------------------------- | ------------------------------------------------------------------------------------- | --- | --------------------------------- |
| 2007 | Đảo hỏa tuyến                            | Diệp Vĩ Tín                                                                           | Chân Tử Đan, Cổ Thiên Lạc, Lữ Lương Vĩ, Phạm Băng Băng                                                                       |                                   |
| 2007 | Thiết tam giác                           | Từ Khắc, Đỗ Kỳ Phong, Lâm Lĩnh Đông                                                   | Cổ Thiên Lạc, Nhậm Đạt Hoa, Tôn Hồng Lôi                                                                                     |                                   |
| 2008 | Missing                                  | Từ Khắc                                                                               | Lý Lâm Khiết, Lương Lạc Thi, Trương Chấn                                                                                     |                                   |
| 2009 | Superman: Sister Ma                      | Lữ Tiểu Phẩm                                                                          | Thái Minh |                                   |
| 2009 | Cow                                      | Quản Hổ                                                                               | Hoàng Bột, Diêm Ni |                                   |
| 2010 | Toàn thành giới bị                       | Trần Mộc Thắng                                                                        | Quách Phú Thành, Thư Kỳ, Trâu Triệu Long, Trương Tịnh Sơ, Ngô Kinh                                                           |                                   |
| 2010 | Huyền thoại Trần Chân                    | Lưu Vĩ Cường                                                                          | Chân Tử Đan, Thư Kỳ, Huỳnh Thu Sinh, Hoàng Bột, Hoắc Tư Yến                                                                  |                                   |
| 2011 | Họa bích                                 | Trần Gia Thượng                                                                       | Đặng Siêu, Tôn Lệ, Trịnh Sảng, Diêm Ni, Tạ Nam, Liễu Nham                                                                    |                                   |
| 2011 | Thiên Thần Tốc Độ                        | Mã Sở Thành                                                                           | Thang Duy, Lưu Nhược Anh, Lâm Chí Dĩnh                                                                                       |                                   |
| 2012 | Trời Sinh Một Cặp                        | Chu Diên Bình                                                                         | Châu Du Dân, Tiểu Tiểu Bân, Trần Gia Hoa, Dương Mịch                                                                         |                                   |
| 2012 | Thất Phu                                 | Dương Thụ Bằng                                                                        | Huỳnh Hiểu Minh, Trương Dịch, Trương Hâm Nghệ                                                                                |                                   |
| 2012 | Detective Hunter Zhang                   | Cao Quần Thư                                                                          | Trương Lập Hiến, Sử Hàng, Ninh Tài Thần                                                                                      |                                   |
| 2012 | Tứ đại danh bổ                           | Trần Gia Thượng, Tần Tiểu Trân                                                        | Đặng Siêu, Lưu Diệc Phi, Trịnh Trung Cơ                                                                                      |                                   |
| 2012 | Đồng thoại buồn                          | Từ Chính Siêu                                                                         | Lưu Thi Thi, Hồ Hạ, Tạ Nam, Đại Tả                                                                                           |                                   |
| 2012 | Đồng Tước Đài                            | Triệu Lâm Sơn                                                                         | Châu Nhuận Phát, Lưu Diệc Phi, Tô Hữu Bằng                                                                                   |                                   |
| 2012 | Lạc lối ở Thái Lan                       | Từ Tranh                                                                              | Từ Tranh, Vương Bảo Cường, Hoàng Bột, Đào Hồng, Tạ Nam                                                                       |                                   |
| 2013 | Chuyến tàu đêm                           | Trương Giang Nam                                                                      | Hoắc Tư Yến, Huệ Anh Hồng, Lý Tông Hàn                                                                                       |                                   |
| 2013 | Đầu bếp, diễn viên, tên vô lại           | Quản Hổ                                                                               | Lưu Diệp, Trương Hàm Dư, Hoàng Bột                                                                                           |                                   |
| 2013 | Thầm thám xuất thần                      | Vương Tử Minh                                                                         | Văn Chương, Lý Liên Kiệt, Lưu Thi Thi, Trần Nghiên Hy, Liễu Nham                                                             |                                   |
| 2013 | Seer 3: Heroes Alliance                  | Vương Chương Tuấn, Ân Ngọc Kỳ                                                         | | Hoạt hình                         |
| 2013 | Tứ đại danh bổ 2                         | Trần Gia Thượng, Tần Tiểu Trân                                                        | Đặng Siêu, Lưu Diệc Phi, Trịnh Trung Cơ                                                                                      |                                   |
| 2014 | Bùng nổ: Tạm biểt thanh xuân             | La Canh Tuất                                                                          | Phan Việt Minh, Lữ Duật Lai, Tần Hạo, Trương Hiểu Thần, Ôn Tâm                                                               |                                   |
| 2014 | Bố ơi! Mình đi đâu thế?                  | Tạ Địch Quỳ, Lâm Nghiên                                                               | Lâm Chí Dĩnh, Tiểu Tiểu Chí, Vương Nhạc Luân, Vương Thi Linh,..                                                              | Phim tài liệu                     |
| 2014 | The Breakup Guru                         | Du Bạch Mi, Đặng Siêu                                                                 | Đặng Siêu, Dương Mịch, Cổ Lực Na Trát, Loan Nguyên Huy                                                                       |                                   |
| 2014 | Seer 4                                   | Vương Chương Tuấn, Ân Ngọc Kỳ                                                         | | Hoạt hình                         |
| 2014 | Con Yêu Quý                              | Trần Khả Tân                                                                          | Triệu Vy, Hoàng Bột, Đồng Đại Vi                                                                                             |                                   |
| 2014 | Armor Hero Atlas                         | Trịnh Quốc Vĩ                                                                         | Hứa Phong, Tào Hi Nguyệt, Tăng Tường Trình, Lý Hân Trạch                                                                     |                                   |
| 2015 | Lạc lối ở Hồng Kông                      | Từ Tranh, Nguyễn Duy Tân                                                              | Từ Tranh, Triệu Vy, Bao Bối Nhĩ, Đỗ Quyên                                                                                    |                                   |
| 2015 | Khuấy đảo Hollywood                      | Timothy Kendall                                                                       | Triệu Vy, Huỳnh Hiểu Minh, Đồng Đại Vi                                                                                       |                                   |
| 2015 | Năm tháng đi qua                         | Tần Tiểu Trân                                                                         | Lưu Sướng, Bạch Bách Hà, Đường Nghệ Hân, Bạch Cử Cương, Kim Thế Giai                                                         |                                   |
| 2015 | Ma Thổi Đèn - Tầm Long Quyết             | Ô Nhĩ Thiện                                                                           | Trần Khôn, Hoàng Bột, Thư Kỳ, Angelababy, Hạ Vũ                                                                              |                                   |
| 2015 | Thiên sứ xấu xa                          | Du Bạch Mi, Đặng Siêu                                                                 | Đặng Siêu, Tôn Lệ, Đại Lạc Lạc, Lương Siêu                                                                                   |                                   |
| 2016 | Robo trái cây: Cuộc đào thoát vĩ đại     | Vương Nguy                                                                            | | Hoạt hình                         |
| 2016 | Mỹ nhân ngư                              | Châu Tinh Trì                                                                         | Đặng Siêu, La Chí Tường, Trương Vũ Kỳ, Lâm Doãn, Từ Khắc                                                                     |                                   |
| 2016 | Tinh linh vương tọa                      | Tống Nhạc Phong                                                                       | | Hoạt hình                         |
| 2016 | Ngang qua thế giới của em                | Trương Nhất Bạch                                                                      | Đặng Siêu, Bạch Bách Hà, Dương Dương, Trương Thiên Ái, Nhạc Vân Bằng, Liễu Nham, Đỗ Quyên                                    |                                   |
| 2016 | Tiếng gọi tình yêu giữa lòng thế giới    | Kwak Jae-yong                                                                         | Âu Hào, Trương Tuệ Văn, Dương Tử                                                                                             | [ 56 ]                            |
| 2017 | Đạp gió rẽ sóng                          | Hàn Hàn                                                                               | Đặng Siêu, Bành Vu Yến, Triệu Lệ Dĩnh, Đổng Tử Kiện, Lý Vinh Hạo, Cao Hoa Dương                                              |                                   |
| 2017 | Bậc thầy tái hợp                         | Trần Sướng, Vu Trung Trung                                                            | Giả Nãi Lượng, Vương Hiểu Thần, Đại Lạc Lạc, Đặng Siêu.                                                                      |                                   |
| 2017 | Đại ngư hải đường                        | Lương Toàn, Trương Xuân                                                               | | Hoạt hình                         |
| 2017 | Chiến lang 2                             | Ngô Kinh                                                                              | Ngô Kinh, Frank Grillo, Ngô Cương, Trương Hàn, Celina Jade, Đinh Hải Phong                                                   |                                   |
| 2017 | Đại náo Thiên Trúc                       | Vương Bảo Cường                                                                       | Vương Bảo Cường, Liễu Nham, Bạch Khách, Nhạc Vân Bằng                                                                        |                                   |
| 2017 | Án mạng liên hoàn                        | Từ Kỷ Châu                                                                            | Đặng Siêu, Nguyễn Kinh Thiên, Lưu Thi Thi, Lâm Gia Hân, Quách Kinh Phi, Văn Kỳ, Dư Ngai Lỗi                                  |                                   |
| 2017 | Hiến thân của kẻ tình nghi X             | Tô Hữu Bằng                                                                           | Vương Khải, Trương Lỗ Nhất. Lâm Tâm Như                                                                                      |                                   |
| 2017 | Đại hộ pháp                              | Bất Tư Phàm                                                                           | | Hoạt hình, Quan Hiểu Đồng hát OST |
| 2018 | The island                               | Hoàng Bột                                                                             | Hoàng Bột, Thư Kỳ, Vương Bảo Cường, Trương Nghệ Hưng, Vu Hòa Vỹ                                                              |                                   |
| 2018 | Bạn cùng phòng vượt thời gian            | Tô Luân                                                                               | Lôi Giai Âm, Đồng Lệ Á, Từ Tranh, Trương Y, Vu Hòa Vĩ, Đào Hồng, Lý Niệm, Lý Quang Khiết                                     |                                   |
| 2018 | Thế giới động vật                        | Hàn Diên                                                                              | Lý Dịch Phong, Michael Douglas, Châu Đông Vũ                                                                                 |                                   |
| 2018 | Lớp Bổ Túc Dải Ngân Hà                   | Đặng Siêu, Du Bạch Mi                                                                 | Đặng Siêu, Bạch Vũ, Nhậm Tố Tịch, Vương Tây                                                                                  |                                   |
| 2018 | The Shadow Play                          | Lâu Diệp                                                                              | Tỉnh Bách Nhiên, Tống Giai, Mã Tư Thuần, Tần Hạo, Trần Nghiên Hy                                                             |                                   |
| 2018 | Crystal Sky Of Yesterday                 | Hề Siêu                                                                               | Tô Thượng Khanh, Vương Nhất Bác, Đoạn Nghệ Tuyền (Lồng tiếng)                                                                | Hoạt hình                         |
| 2018 | Bi thương ngược dòng thành sông          | Lạc Lạc                                                                               | Triệu Anh Bác, Nhâm Mẫn, Tân Vân Lai, Chương Nhược Nam, Chu Đan Ni                                                           |                                   |
| 2019 | Người ngoài hành tinh điên cuồng         | Ninh Hạo                                                                              | Hoàng Bột, Thẩm Đằng, Tom Pelphrey, Matthew Morrison, Từ Tranh                                                               |                                   |
| 2019 | Trong gió có đám mây mưa                 | Lâu Diệp                                                                              | Tỉnh Bách Nhiên, Mã Tư Thuần, Tần Hạo, Tống Giai, Trần Nghiên Hy, Trương Tụng Văn                                            |                                   |
| 2019 | Na Tra: Ma đồng giáng thế                | Sủi Cảo                                                                               | | Hoạt hình                         |
| 2019 | Cuộc Gặp Gỡ Ở Bến Xe Phía Nam            | Điêu Diệc Nam                                                                         | Hồ Ca, Quế Luân Mỹ, Liêu Phàm, Vạn Thiến                                                                                     |                                   |
| 2019 | Tôi và tổ quốc tôi                       | Trần Khải Ca, Trương Nhất Bách, Quản Hổ, Tiết Hiểu Lộ, Từ Tranh, Ninh Hạo, Văn Mục Dã | Hoàng Bột, Trương Dịch, Tống Giai, Cát Ưu, Lưu Hạo Nhiên, Nhậm Đạt Hoa, Đồng Lệ Á, Trương Gia Dịch                           |                                   |
| 2021 | Sunny Sisters                            | Bao Bối Nhĩ                                                                           | Ân Đào, Tăng Lê, Nghê Hồng Khiết, Chu Khiết Quỳnh, Vương Thanh, Trương Hâm Nghệ, Mã Tô, Tương Tiểu Hàm                       |                                   |
| 2021 | Nhà cách mạng                            | Từ Triển Hùng                                                                         | Trương Tụng Văn, Lý Dịch Phong, Đồng Lệ Á, Bành Dục Sướng, Tần Hạo, Mã Thiếu Hoa, Chương Nhược Nam, Tân Văn Lai, Tôn Hy Luân |                                   |
| 2021 | Water Boys                               | Tống Hạo Lâm                                                                          | Tân Vân Lai, Phùng Tường Côn, Lý Hiếu Khiêm, Ngô Tuấn Đình, Vương Xuyên                                                      |                                   |
| 2022 | Tôi thật sự ghét yêu xa                  | Ngô Dương, Chu Nam Sân                                                                | Nhậm Mẫn, Tân Vân Lai |                                   |
| 2023 | Anh hùng trong suốt                      | Chương Địch Sa                                                                        | Sử Sách, Vương Hạo |                                   |
| 2023 | Biển sâu                                 | Điền Hiểu Bằng                                                                        | | Hoạt hình                         |
| 2024 | Di sãn an toàn từ thế kỷ 21              | Lý Dương                                                                              | Trương Nhược Quân, Chung Sở Hi                                                                                               |                                   |
| 2024 | Hảo Đông Tây                             | Thiệu Nghệ Huy                                                                        | Tống Giai, Chung Sở Hi, Tằng Mộ Mai                                                                                          |                                   |
| 2025 | Na Tra: Cậu bé quỷ chinh phục Long Vương | Sủi Cảo                                                                               | | Hoạt hình                         |
| 2025 | Độc nhất vô nhị                          | Vương Mộc                                                                             | Trương Tịnh Nghị, Trần Minh Hạo, Tưởng Cần Cần                                                                               |                                   |